# Sofija Nikolaevna Bogomolec
Sofija Nikolaevna Bogomolec, nata Priseckaja, in ucraino Софія Миколаївна Богомолець?, in russo София Николаевна Богомолец? (Kovalevka, 27 settembre 1856 – Nižnjaja Каrа, 11 gennaio 1889), è stata una rivoluzionaria russa.

## Biografia
Figlia di un proprietario terriero, Sofija Priseckaja studiò a Gadjač e a Kiev in un ginnasio femminile. Nel 1876 sposò con il medico Aleksandr Bogomolec e seguì dal 1877 un corso di infermiera a Pietroburgo senza portarlo a termine. Dal 1878 si legò infatti a un gruppo rivoluzionario populista e andò a svolgere propaganda socialista nella provincia di Ust'-Labinsk.
Nel 1880 si stabilì a Kiev, aderendo all'Unione operaia della Russia meridionale fondata da Nikolaj Ščedrin ed Elizaveta Koval'skaja. Dopo il loro arresto, nell'ottobre del 1880, fu tra gli animatori dell'Unione con Georgij Preobraženskij, Ivan Kašincev, Pavel Ivanov, e la sorella Ol'ga Priseckaja, ma il 4 gennaio 1881 fu arrestata per detenzione di stampa illegale.
Anche il marito di Sofija fu arrestato. Nell'infermeria della prigione il 12 maggio nacque suo figlio Oleksandr, che fu affidato al nonno materno. Il 29 maggio venne condannata a venti anni di lavori forzati, ridotti a dieci, e fu avviata nel campo di Kara, in Siberia.
Durante la sosta della colonna dei deportati a Irkutsk, il 16 febbraio 1882 riuscì a fuggire con la Koval'skaja, ma fu ripresa il 28 febbraio. Il 23 marzo 1882 raggiunse il campo di lavoro di Kara, animando proteste, ribellioni e scioperi della fame. Il 5 aprile 1884 fu perciò riportata nel carcere di Irkutsk e si vide aumentare la pena di un anno. Nel novembre del 1885 fu nuovamente trasferita a Kara, dove proseguì le proteste.
Nel 1891 poté rivedere per l'ultima volta il marito e il figlio, grazie all'intervento presso le autorità russe di Tolstoj. Gravemente malata, ai primi del 1892 ottenne il regime di semi-libertà, premessa alla sua definitiva liberazione, ma pochi giorni dopo, l'11 gennaio, morì di tubercolosi.